# İmadaddin Nasimi
İmadaddin Nasimi (nombre real y completo: Seyid Ali ibn Seyid Mahammad; 1369, Shamakhi - 1417, Alepo) - poeta Azerbaiyano, más conocido por su apodo: "İmadaddin Nasimi". Recibió su educación básica en Shamakhi, estudió las ciencias del tiempo, historia de las religiones, lógica, matemáticas y astronomía.

## Vida
Se sabe muy poco de la vida de Nasimi, incluyendo su nombre real. Muchas fuentes indican que su nombre real era Imadaddin, pero hay quienes afirman que su nombre era Ali u Omar. Algunos investigadores afirman que nació en Shamakhi y otros que en Tabriz, Bakú e incluso en Shiraz. El padre del poeta, Seyid Mahammad, fue uno de los personajes más conocidos de Shirvan. Nasimi tuvo un hermano.
Se conoce que vivió en Shamakhi, escribió poemas con el seudónimo Shah Khandan y fue enterrado en un cementerio antiguo que lleva el mismo nombre. En el período post-islámico, Shamakhi se convirtió en uno de los centros culturales más grandes. Aquí había muchas escuelas, madrasas, encuentros de poesía y música famosos en todo el Este. Asimismo, bibliotecas pública y privadas muy ricas. Fuera de la capital, en el lugar llamado Melham, funcionaba la academia médica de curación Dar-uh Shafa, creada por el tío del famoso poeta Khagani Shirvani, Kafiaddin, científico y médico. Durante largos años Nasimi fue educado en este ambiente.
Después de estudiar las disciplinas relevantes de su época, Nasimi entró al servicio del hurufi Fazlullah Naimi y aprovechó su enseñanza y doctrinas. Le acompañó en todos los viajes su maestro jeque Naimi. Nasimi se casó con su hija.
El análisis de las obras del poeta muestra que Nasimi recibió una educación tan buena que correspondía a los requisitos más altos de las universidades de su época. Aprendió profundamente la filosofía clásica oriental y griega antigua, así como la literatura, se familiarizó muy de cerca con los fundamentos del Islam y el cristianismo, asimismo, estudió ampliamente las ciencias de medicina, astronomía y astrología, matemáticas y lógica. Había aprendido idiomas lo suficientemente bien como para escribir poemas bastante bellos en azerbaiyano, persa y árabe. El lenguaje de sus poemas en azerbaiyano se distingue por su riqueza y proximidad al discurso público. En sus poemas dominan los proverbios, dichos del pueblo y palabras sabias. Los rubai’s de Nasimi son muy similares a los ejemplos de la poesía popular de Azerbaiyán, bayati’s.
En la poesía de Nasimi se destacan a menudo los nombres de los eruditos y poetas conocidos de Azerbaiyán y de otros países del Este. Entre ellos están Ibn Sina, Khagani, Nizami, Faleki, Mansur All Hallaj, Fazlullah Naimi, Sheikh Mahmud Shabustari, Ovhedi Maragai y otros.
Cuando los hurufies fueron presionados por Tamerlán, Nasimi se vio obligado a escaparse y vivir en Irak, Turquía y Siria. Él fue ejecutado en la ciudad de Alepo por trascender las ideas panteístas a base de la doctrina de Hurufismo.
İbnal-İmad Hanbali escribe sobre la ejecución de Nasimi: “Él era el jeque de los hurufíes, Alepo estaba tranquilo, pero sus partidarios se multiplicaron y todo llegó a un punto tal que el sultán ordenó su asesinato, le arrancaron su piel y lo crucificaron.
Nasimi no organizó sus ideas sistemáticamente como un filósofo profesional en tratados separados, porque quizás después de las obras filosóficas y sufíes amplias de Miyanji, İbn Arabi no había necesidad de escribir tratados en este contexto. En cuanto a los fundamentos teóricos del hurufismo, todo esto ya se había desarrollado en las obras de Naimi.

## Arte
Nasimi utiliza la riqueza del lenguaje en sus gazales con un profesionalismo especial. A veces el poeta construye sus poemas solamente sobre las arengas y repeticiones expresivas. Por ejemplo:
En mí contengo dos mundos, yo no quepo en este mundo
Soy la esencia sin lugar, pero en existencia no puedo encajar
La poesía del poeta-filósofo gana rápidamente popularidad entre los pueblos de Asia Central, Turquía e Irán. Por sus creencias su nombre junto con el nombre de Mansur Hallaj se convierte en el símbolo de una devoción y coraje extraordinarios. Sus obras se traducen a muchos idiomas y los poetas que crean sus obras en estos idiomas lo imitan. Muchos de ellos sufrieron torturas e incluso perdieron sus vidas por leer los poemas de Nasimi entre el pueblo en voz alta y propagar sus ideas de hurufismo.
En los primeros años de su actividad creativa Nasimi, igual que su maestro Naimi, defiende las ideas de sufismo y continúa enseñando las doctrinas del famoso sufi sheikh Shibli. En esta etapa el poeta escribe sus obras con los seudónimos "Huseyni", "Seyid Huseyni” y "Seyid". Sin embargo, las enseñanzas del filósofo persa Mansur Hallaj del siglo X tenían más cercanía al espíritu de Nasimi. Fue él quien dijo por primera vez “Yo soy Dios”. Debido a este tipo de ideas, consideradas en aquella época incredulidad religiosa, Mansur Hallaj fue constantemente objeto de persecución y, finalmente, acabó su vida en la horca.
Nasimi, que estaba igualmente dispuesto a sacrificarse por sus creencias, también fue admirador de Mansur Hallaj y lo elogiaba en sus obras. Cabe destacar que el poeta incluso después de pasar al hurufismo no dejó de admirar a Hallaj. Podemos decir lo mismo sobre la filosofía de sufismo, a la que Nasimi había sido leal durante mucho tiempo.
A este respecto, Zumrud Guluzade escribe: " En el centro de la creatividad de Nasimi hay un Dios hermoso, del cual está enamorado su héroe lírico, que alza, perfecciona e ilumina con su luz al segundo. El sentimiento más alto y sublime para el ser humano es alcanzar a su amante, unirse y desvanecerse en él.
El poeta escribe que, a pesar de las palabras de los que consideran el amor un pecado, no piensa apartarse de su camino.
Porque solo este camino puede llevar el ser humano al Dios, a la verdad. Luego leemos: “Pero gradualmente, en su visión mundial, el sufismo fue reemplazado por el hurufismo. Esto, en primer lugar, se refleja en el cambio de las opiniones panteístas del poeta. Ya en el centro de sus ideas no están el amor y la ebriedad, sino las letras y la inteligencia. A partir de este momento, Nasimi cree en el hurufismo creado por Naimi en la filosofía y propaga sus disposiciones básicas. Sin embargo, el hurufismo propagada por Nasimi no coindicía completamente con las ideas creadas por Naimi”.
Cabe señalar que el diván de Nasimi fue publicado en Azerbaiyán por Hamid Mahammadzade en 1972, luego en Irán con título “Fénix en la oscuridad de la noche” por Seyid Ali Saleh, en 1968 por Huseyn Ahí, en 1980 por medio de la Editorial de Forughi y en 1972 por Nashri Nei, a instancias de Jalal Pendari.
El Director Adjunto del Instituto de Manuscritos Mahammad Fuzuli, el Doctor en Filología Pasha Karimov obtuvo copias de dos ejemplares del diván en lengua materna del gran poeta azerbaiyano Imadeddin Nasimi de la Biblioteca Nacional de Ankara. El primer diván consistente en 83 páginas fue copiado con manuscrito claro. El segundo diván de 308 páginas también está escrito con un texto organizado y bello. Cabe destacar que este diván de Nasimi, entre otras obras escritas a mano, es uno de los más grandes. Al comienzo del diván hay estas palabras: "Divani-Hazret-Seyyid Nasimi qeddesesirulhul-aziz " (“Diván de Hazrat Seyid Nasimi (que descanse en paz) ”). Consiste en 711 gazales, 6 tarjibands, 3 masnavís, 9 mustazads, 5 mukhammas, 603 rubaís y 3 guitás. El aspecto más interesante es que en este ejemplar de Nasimi hay unos versos que no se encuentran en otros divanes del poeta.
Si bien en otras fuentes no se presenta ningún mukhammas del poeta, aquí podemos ver sus 5 mukhammas. Por lo tanto, se afirman que hay posibilidad que estos poemas podrían pertenecer a los hurufíes y con el fin de propagar el hurufismo utilizaron el prestigio de Nasimi.

## Memoria
- Después de la independencia de la República de Azerbaiyán, el Instituto de Lingüística de la Academia Nacional de Ciencias de Azerbaiyán llevó el nombre de Nasimi.
- 15 de noviembre de 2018 el presidente de Azerbaiyán firmó un decreto para celebrar el 650 aniversario de Imadeddin Nasimi el próximo año.[7]
- El 19 de noviembre de 2018 en el Instituto Estatal de Relaciones Internacionales de Moscú se inauguró el busto de Nasimi.[8]
- Рor la declaración del presidente de la República de Azerbaiyán, Ilham Aliyev e 2019 fue proclamado como el "Año de Nasimi" en Azerbaiyán.[9][10]

## Poemas interpretadas
- Rasim Balayev - "Hardasan"
- Rasim Balayev u otros - "Mende sıghar iki jahan"
- Nuraddin Mehdikhanlı - " Mende sıghar iki jahan"

## Obras de música inspiradas en sus poemas
- Canción de los darviches de la película de “Nasimi” - "İsteme" - música: Tofig Guliyev
- " Canción de los darviches de la película de “Nasimi” - "Gafil oyan”  - música: Tofig Guliyev
- Zeynab Khanlarova - Neynedi
- Kamala Nabiyeva – Gatar tesnifi (Konlumun viranesinde genji-punhan bulmusham)

## Las composiciones musicales dedicadas a Nasimi.
- Epopeya de Nasimi – ballet de Fikrat Amirov

## Filmografía
- "Nasimi" (película, 1971)
- "Nasimi" (película, 1973)
- "İmadaddin Nasimi" (película, 1973)
- "Mende sıghar iki jahan..." (película, 1973)